# Selkirkshire (circonscription du Parlement d'Écosse)
Avant les Actes d'Union de 1707, les barons du comté de Selkirk (aussi appelé Ettrick Forest) élisaient des commissaires pour les représenter au Parlement monocaméral d'Écosse et à la Convention des États.
Après 1708, le Selkirkshire a envoyé un membre à la Chambre des communes de Grande-Bretagne.

## Liste des commissaires du comté
- 1607: Sir Robert Scott de Thirlestane
- 1612: Sir Gideon Murray de Elibank
- 1612: Sir John Murray de Philiphaugh and Falahill
- 1617: Sir Patrick Murray de Elibank, 1er Baronnet
- 1617, 1621: George Pringle de Torwoodlee
- 1621, 1630: Sir James Pringle de Galashiels
- 1633: Sir James Murray de Philiphaugh and Falahill
- 1633: James Pringle de Whytbank
- 1639–40: Andrew Riddell de Haining
- 1639–41, 1643: Robert Scott de Whitslade
- 1641, 1645: James Pringle de Torwoodlee
- 1641, 1643–44, 1644–46: Sir William Scott de Harden
- 1644–45: Robert Scott de Hartwoodmyres
- 1645–47, 1650–51: Sir Walter Scott de Whitslade
- 1646–47, 1648–49: Colonel Walter Scott de Hartwoodburn
- 1648–49: Patrick Scott de Thirlestane
- 1650: Sir William Scott de Harden
- 1661: Sir John Murray de Philiphaugh[1]
- 1661–63: Thomas Scott de Whitslade[1]
- 1665 convention: John Riddell de Haining[2]
- 1665 convention, 1667 convention, 1669–74: Patrick Murray de Deuchar[3]
- 1667 convention: William Scott de Hartwoodmyres[4]
- 1669–74, 1685–86, 1693–1701: Sir Francis Scott de Thirlestane[5]
- 1678: John Riddell de Haining
- 1678 convention, 1681–82: James Murray de Philiphaugh[6]
- 1681–82: Hugh Scott de Galashiels[6]
- 1685–86: Sir William Hay de Drumelzier, conseiller privé[7]
- 1689–90: Sir William Scott le jeune de Harden (expulsé en 1693)[8]
- 1689: George Pringle de Torwoodlee (mort en 1689)[8]
- 1693–1701: James Pringle de Torwoodlee[8]
- 1702: Sir James Murray de Philiphaugh;  élu pour le Selkirkshire mais a siégé à la place en tant que Lord Clerk Register
- 1702–07: John Murray de Bowhill[9]
- 1703–07: John Pringle de Haining (replacing Philiphaugh)[9]